# Caipirinha Sunrise
Caipirinha Sunrise es una miniserie mexicana producida por Felipe Fernández del Paso para TV Azteca, utilizada durante la Copa Mundial de Fútbol de 2014, de lunes a viernes durante Los protagonistas del Mundial. Protagonizada por los narradores de Azteca Deportes, Christian Martinoli, Luis Garcia Postigo, Antonio Rosique y Jorge Campos. Con participaciones especiales de Bruna Alvin y Nacha Guevara. Con la dirección de casting de Carla Lima e Lipe McWallace.

## Elenco
- Christian Martinoli - El mismo
- Luis Garcia Postigo - El mismo
- Antonio Rosique - El mismo
- Jorge Campos - El mismo
- Bruna Alvin - Alessandra
- Iliana Fox - Ariana
- Nacha Guevara - Duquesa
- Pedro Sola - El mismo
- Mauricio Salas - Moises